# La Breille-les-Pins

La Breille-les-Pins este o comună în departamentul Maine-et-Loire, Franța. În 2009 avea o populație de 607 de locuitori.